# Dán János
Dán János (Makó, 1953. július 6. –) magyar állatorvos, politikus, országgyűlési képviselő.

## Életpályája

### Iskolái
Általános iskoláját tanyai osztatlan iskolában végezte el. 1971-ben érettségizett Makón. 1971–1976 között az Állatorvostudományi Egyetem hallgatója volt. 1981–1983 között Állathigiénikus Szakállatorvosi diplomát is szerzett. 1996-ban közigazgatási alapvizsgát tett.

### Pályafutása
1967-ig tanyán élt. 1976-tól Makó üzemi és magánállatorvosa. 1995–1998 között kerületi főállatorvos volt.

### Politikai pályafutása
1992-től az FKGP tagja. 1992–1995 között, valamint 1999-től az FKGP makói elnöke. 1994-ben és 2002-ben országgyűlési képviselőjelölt volt. 1994–1996 között makói önkormányzati képviselő és a lakásbizottság elnöke volt. 1994–1998 között a Csongrád Megyei Közgyűlés tagja és a terület- és gazdaság-fejlesztési bizottság elnöke volt. 1998–2002 között országgyűlési képviselő (Makó) volt. 1998–2002 között az Oktatási és tudományos bizottság tagja, a Felsőoktatási, tudományos és innovációs albizottság tagja, a Mentelmi, összeférhetetlenségi és mandátumvizsgáló bizottság tagja valamint az Európai integrációs albizottság tagja volt. 2001–2002 között frakcióvezető-helyettes volt.

## Családja
Szülei: Dán János és Nagy Etelka. 1993-ban házasságot kötött Varga Juliannával. Három gyermeke született: Lilla (1986), András (1994) és Annamária (1996).